# Amigo Sauna
Amigo Sauna er en sauna for homoseksuelle mænd. Stedet åbnede i 1974 og ligger i en baggård på Studiestræde nr. 31 i København.

## Indretning
Saunaen består af tre etager. På første sal er der en lille bar med tv-stue og internetadgang, en kondicykel, en step-maskine, badefaciliter, en sauna, et dampbad og et omklædingsrum. På anden sal findes en masse privatkabiner, to biograflærreder samt et lille darkroom og et toilet samt  brusere . Endelig er der på anden sal to darkrooms (det ene med slynge), et lille motionsrum, fire biograflærreder, toilet  , brusere  og ca. fem privatkabiner. Der  er  i alt  25  kabiner .  

## Besøgende
Amigo Sauna er forbeholdt mænd, hvad enten de er homo- eller biseksuelle. Saunaen besøges hele året rundt af mange mennesker, især i sommerhalvåret også af en hel del turister. Saunaen kan have et maksimalt antal besøgende på 200 af gangen.

## Koncept
Konceptet går ud på, at man betaler en entré for at komme ind. Og så går alle rundt med kun et håndklæde om livet. Det er dog tilladt at tage en t-shirt på i begrænset omfang. Derefter er de forskellige rum til fri afbenyttelse.